# CJRW-FM
CJRW-FM est une station de radio canadienne émettant de Summerside appartenant à Maritime Broadcasting System] qui diffuse des classic hits. C'est la seule station de radio commerciale de la province de l'Île-du-Prince-Édouard qui n'est pas à Charlottetown.

## Histoire
La station fut inaugurée en 1927 comme CHGS à 1 120 kHz. En 1934, les ondes changèrent à 1450, puis à 1480 en 1941 et finalement à 1240 comme CJRW, le 17 novembre 1948.
La station démontre sa communauté ; des télé-thons pour ceux dans le besoin, un programme pour Alcooliques anonymes appelé "Compassion", des services religieux, sports locaux et des annonces commerciales. La musique est jouée en série : musique pop dans l'avant-midi, la musique country et big band dans l'après-midi, pop-rock après l'école. Il y a aussi les résultats des courses sur harnais, parties de balles, même ceux du curling.
En novembre 1999, CJRW change des ondes AM à ondes FM à 102,1 MHz. La station est alors connue comme C102. En 2002, la compagnie Gulf Broadcasting, possédée par Paul Schurman et sa famille, fut vendu à Maritime Broadcasting System.
À l'automne 2006, la station changeât son format de la musique country à Classic rock. En août 2007, 1a station change encore de format à la musique rock et pop et est maintenant « Everything Classic 102.1 Spud FM ».
La station embauche des personnalités locales comme Mike Gallant (ancien conseiller municipal), John Perry, Lowell Huestis, Roger Ahern, Mike Surette et John Burk. Paul M. Schurman était un producteur, hôte et annonceur dans plusieurs aspects, incluant les sports populaires du dimanche dans "Sports Round-up". Le journaliste de la CBC, James Murray a travaillé là quand il fut à l'école secondaire dans les années 1980.